# Nízkopodlažní autobus

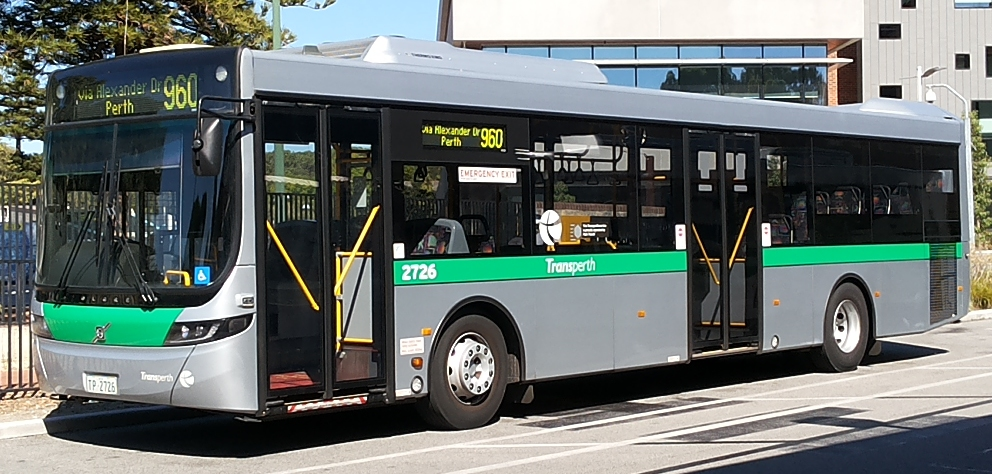
Nízkopodlažní autobus Volgren Optimus na podvozku Volvo B7RLE v Austrálii.

Nízkopodlažní autobus je autobus nebo trolejbus, který nemá žádné schody mezi nástupní hranou nástupiště a podlahou autobusu u jedněch nebo více dveří a bezbariérově přístupný interiér nebo jeho část. Částečně nízkopodlažní autobus může být označován také jako autobus typu low entry (s nízkým přístupem; český ekvivalent není ustálený).
Nízkopodlažní část označuje podlahu autobusu, která je přístupná z chodníku pouze malým schodem způsobeným pouze rozdílem výšky mezi podlahou autobusu a chodníkem. Tím se liší od běžných autobusů s vysokou podlahou (koncepce low-deck, high-deck), vyžadujících překonání jednoho nebo více nástupních schodů pro nástup do interiéru, který je umístěn výše. Nízkopodlažní autobusy zlepšují dostupnost autobusové dopravy pro veřejnost, zejména pro seniory a osoby se zdravotním postižením, včetně těch, kteří používají invalidní vozíky a chodítka.

## Koncepce

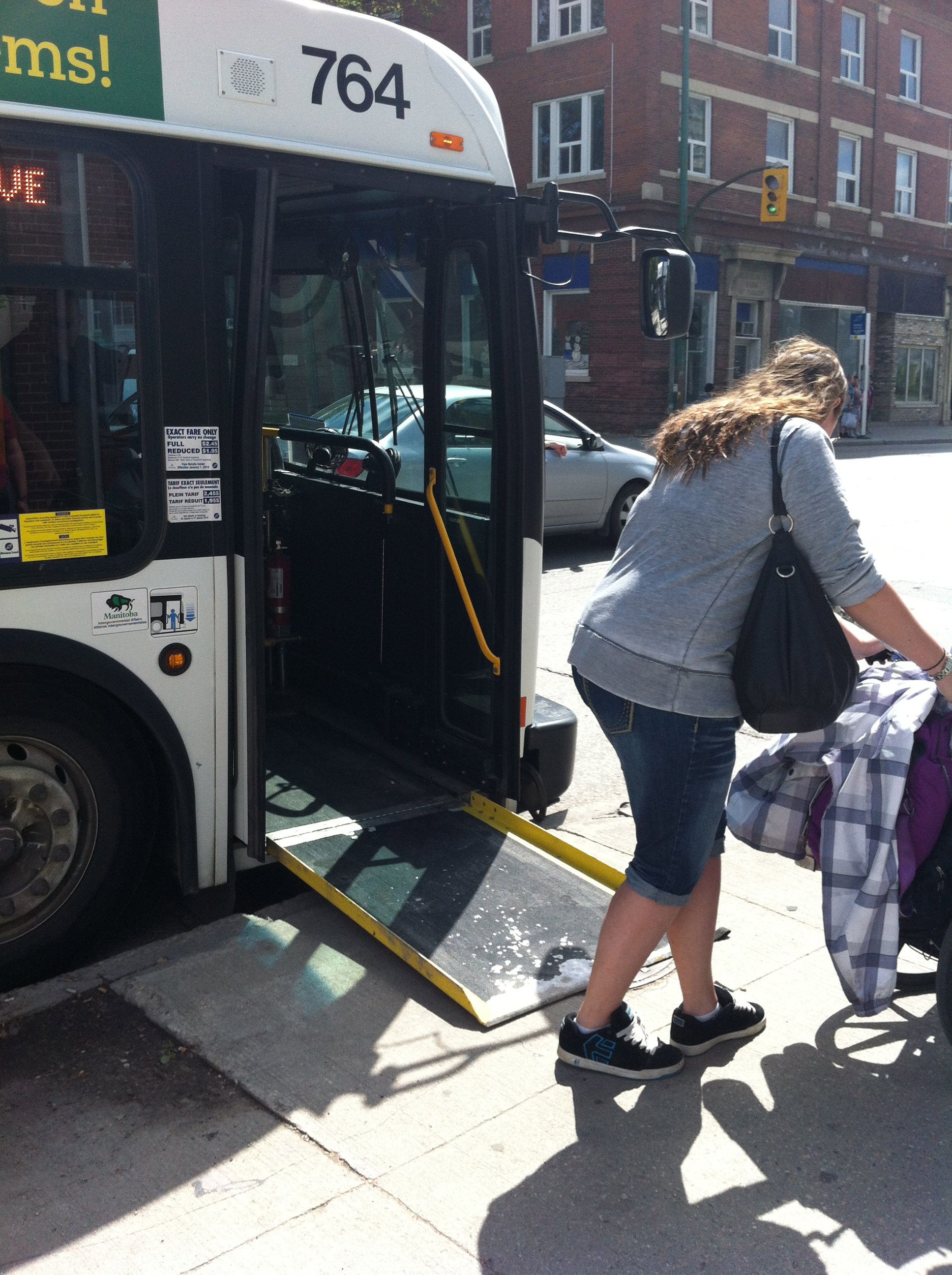
Mnoho nízkopodlažních autobusů je vybaveno nástupními rampami.

### Nízkopodlažní a nízkopodlažní autobusy
Nízkopodlažní autobusy se obecně dělí na dva hlavní typy: plně nízkopodlažní autobusy s nízkou podlahou po celé délce autobusu a nízkopodlažní autobusy s bezbariérovým přístupem pouze k části interiéru autobusu, často mezi předními a prostředními dveřmi. Legislativně jsou za nízkopodlažní autobusy považována ta vozidla, která mají bez schodů přístupné alespoň jedněmi dveřmi nejméně 35% plochy pro stojící cestující.
Hlavním důvodem vzniku částečně nízkopodlažních autobusů je snazší umístění hnacího ústrojí a dalšího technického vybavení v části se zvýšenou podlahou části, vedlejším efektem je pohodlnější jízda na rozbitých silnicích.
Autobusy výrobci označují zkratkami LF (low floor) nebo L pro plně nízkopodlažní modely (v případě německých výrobců i NF nebo N na základě německého slova Niederflur, což znamená nízkopodlažní). Někteří výrobci dále používají zkratku LE, (Low Entry) pro vozidla částečně nízkopodlažní, tedy s nízkým vstupem.

### Odpružení a hnací ústrojí
Většina výrobců autobusů dosahuje nízké výšky podlahy tím, že vyrábí autobusy s motorem vzadu a pohonem zadních kol s nezávislým zavěšením předních kol, takže není potřeba most nápravy který by musel procházet pod uličkou, nebo se použije snížená přední náprava. Plně nízkopodlažní autobusy v zadní části používají portálové nápravy. Portálové nápravy se běžně používají u terénních automobilů ke zvýšení světlé výšky, zde je však koncept nápravy otočen "vzhůru nohama" a most nápravy je naopak pod osou kol - díky tomu je snížen průchod uličkou mezi koly zadní nápravy.
Umístění motoru se často liší. Některé nízkopodlažní autobusy, včetně Irisbusu Citelis, mají motor napříč v zadní části autobusu za prostorem pro cestující; tato vozidla musí mít úhlový převod. Další výrobci, např. Van Hool zvolili koncepci s motorem uprostřed. Motor je zde umístěn podélně v boční části interiéru mezi přední a zadní nápravou. Stejný koncept využilo Volvo také na svém kloubovém podvozku B9S. Začíná však převládat koncepce, kdy je motor umístěn v zadní části autobusu podélně a to buď pod sedadly a nebo v "motorové věži".
U menších autobusů, jako jsou midibusy, je nízkopodlažnosti dosaženo umístěním předních kol před přední dveře. Příkladem těchto autobusů je Optare Alero a Hino Poncho, nebo vozidla vycházející z užitkových vozů (dodávek). Vozidla vznikající z dodávkových vozů, které mají motor vpředu a pohon zadních kol, mohou také snadno dosáhnout částečné nízkopodlažnosti snížením podlahy v zadním převisu, obejde se to bez zásahu do pohonného řetězce a podvozku.
Nevýhodou nízké podlahy je umístění kol autobusu. V nízkopodlažních autobusech podběhy kol zabírají prostor v interiéru, jehož využitelnost tím omezují. Částečné řešení přináší umístění části sedadel proti směru jízdy. Pro umístění některých komponent je dále nezbytné vytvoření "pódií", na která jsou poté montována sedadla - cestující však musí pro přístup k sedadlu z uličky překonat schod. U některých autobusů jsou tato pódia eliminována na minimum, takže sedadla jsou přístupná bez schodu. Tato vozidla mají často sedadla zavěšena do boku vozidla a tím, že nejsou kotvena do podlahy se usnadňuje úklid. Uspořádání sedadel pro nízkopodlažní autobus proto vyžaduje pečlivý design. Je také známo, že nízkopodlažní konfigurace má špatné rozložení mrtvého zatížení uvnitř podvozku z důvodu asymetrického umístění komponent hnacího ústrojí mimo střed - zejména motoru a převodovky. Řešením je elektronicky řízené vzduchové odpružení, které kompenzuje náklon.

### Interiér

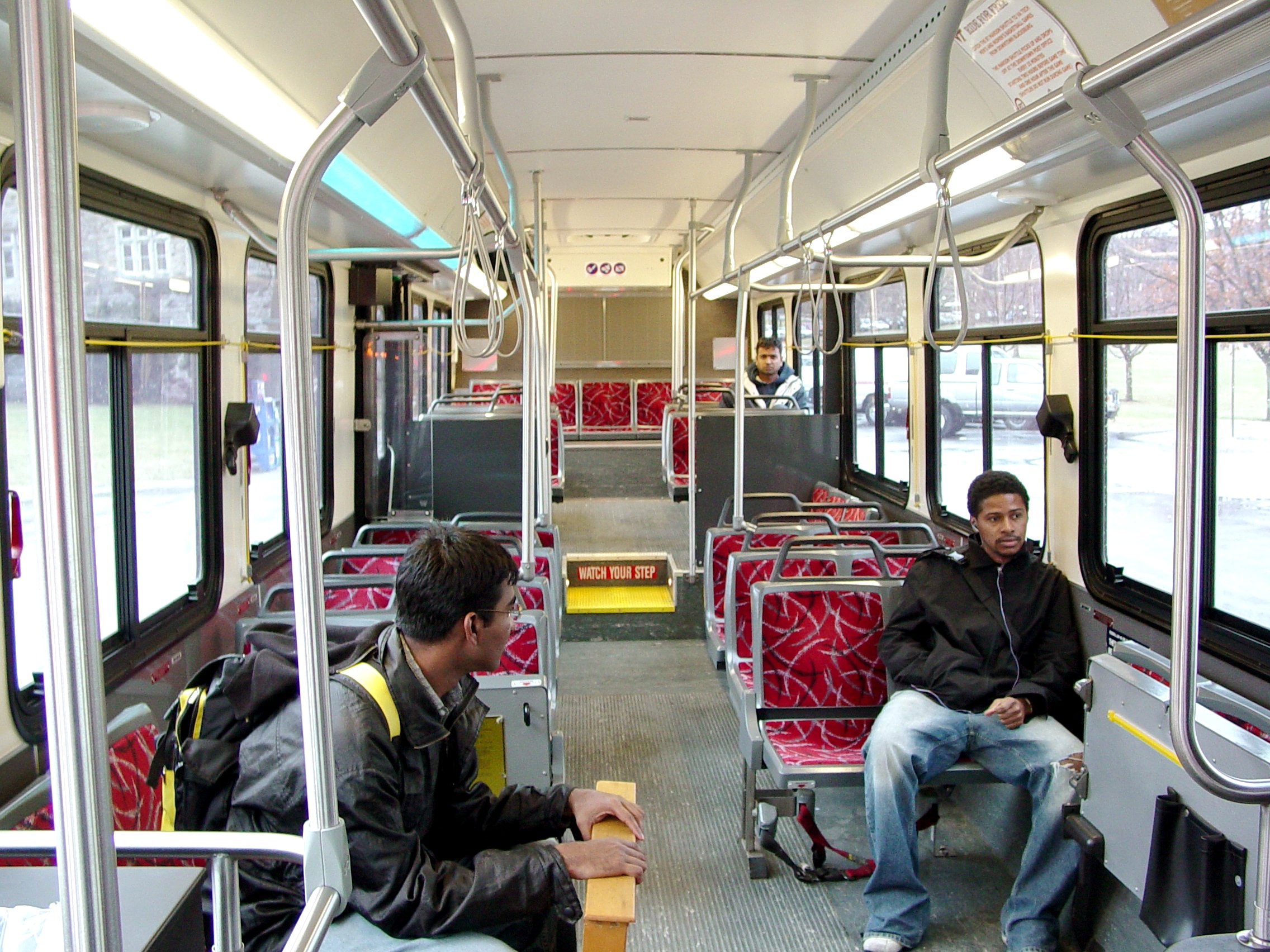
Interiér nízkopodlažního autobusu New Flyer. Dvě třetiny podlahy jsou ve výšce nástupní hrany.

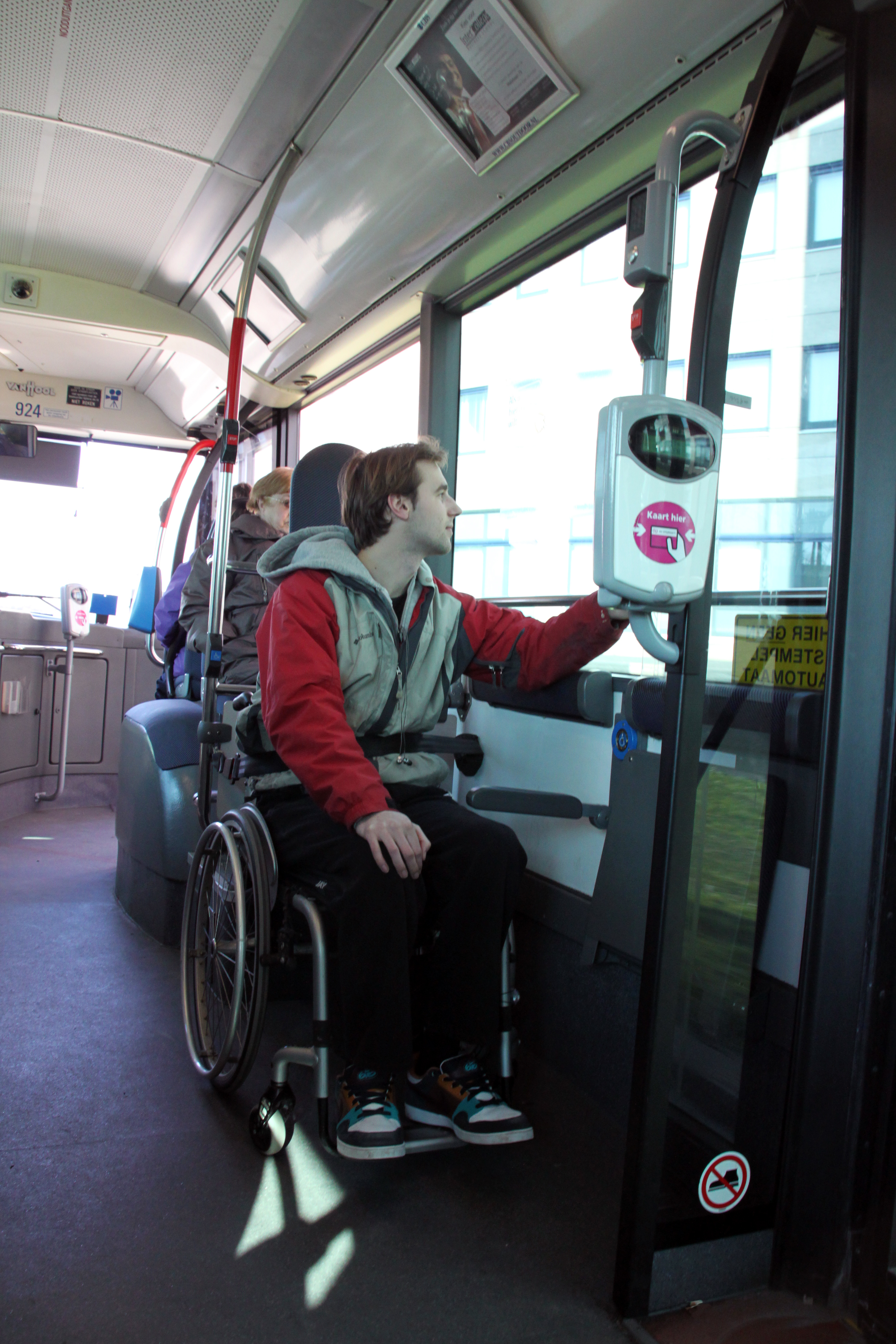
Nízkopodlažní autobus je snadno přístupný pro vozíčkáře.

Nízkopodlažní autobusy obvykle mají prostor bez sedadel (nebo se sklopnými sedadly) poblíž některých dveří, který je vyhrazen pro vozíčkáře a mohou zde být přepravovány i chodítka, kočárky a pokud je to povoleno, dokonce i kola. Tato plocha navíc často tvoří důležitou rezervu pro stojící cestující.
Nízkopodlažní autobusy jsou často vybaveny odpružením, které umožňuje funkci kneeling (přikleknutí) - snížení výšky vozidla, které lze použít, pokud autobus stojí. Snížení je často až na běžnou výšku obrubníku. V závislosti na tom, jak blízko u obrubníku je autobus zaparkovaný, a na designu invalidního vozíku to může uživatelům invalidních vozíků umožnit nástup bez pomoci.Pokud vozidlo umožňuje přepravu cestujících na vozíku, musí být také vybaveno nástupní rampou,.která v kombinaci s nízkou podlahou poskytuje téměř úrovňový vstup.